# Platyderides arrowi
Platyderides arrowi är en skalbaggsart som beskrevs av Schmidt 1910. Platyderides arrowi ingår i släktet Platyderides och familjen Aphodiidae. Inga underarter finns listade i Catalogue of Life.